# براندون ميدلتون
براندون ميدلتون (بالإنجليزية: Brandon Middleton)‏ هو لاعب كرة القدم الكندية أمريكي، ولد في 2 يناير 1981 في واترلو في الولايات المتحدة.

## وصلات خارجية
- براندون ميدلتون على موقع مرجع كرة القدم المحترفة.كوم (الإنجليزية)
- براندون ميدلتون على موقع JustSportsStats.com (الإنجليزية)